# EIF3I
El factor de iniciación de la traducción eucariótico 3, subunidad I (EIF3I) es una proteína codificada en humanos por el gen eif3I. En Leishmania infantum está codificado por el gen LINF_360047700.

## Interacciones
La proteína EIF3I ha demostrado ser capaz de interaccionar con:
- TGF-beta 1[4]
- EIF3A[5][6][2]